# Heinerscheid
Heinerscheid (luxemburguès Hengescht, alemany Heinerscheid) és una comuna i vila al nord de Luxemburg, que forma part del cantó de Clervaux. Endemés de la vila de Heinerscheid comprènia les de Fischbach, Hupperdange, Grindhausen, Kalborn i Lieler fins a la seva fusió amb la comuna de Clervaux l'1 de gener de 2012.

## Població
| Nacionalitat   | Població | %      |
| -------------- | -------- | ------ |
| luxemburguesos | 804      | 84,72% |
| Forasters      | 145      | 15,28% |
| - portuguesos  | 40       | 4,21%  |
| - francesos    | 7        | 0,74%  |
| - italians     | 1        | 0,11%  |
| - belgues      | 37       | 3,90%  |
| - alemanys     | 19       | 2,00%  |
| - iugoslaus    | 24       | 2,53%  |
| - altres       | 17       | 1,79%  |

## Evolució demogràfica
| Any        | Població |
| ---------- | -------- |
| 15/02/2001 | 949      |
| 01/01/2002 | 983      |
| 01/01/2003 | 1.005    |
| 01/01/2004 | 1.036    |
| 01/01/2005 | 1.056    |